# Leo Wollner (Designer)
Leo Wollner (* 29. Juli 1925 in Wien; † 20. Februar 1995 ebenda) war ein österreichischer Textildesigner.

## Leben und Wirken
Leo Wollner erwarb seine handwerklich-technische Ausbildung von 1939 bis 1942 an der Bundeslehr- und Versuchsanstalt für Textilindustrie in Wien. Ab 1942 studierte er an der Akademie für angewandte Kunst Wien bei Eduard Josef Wimmer-Wisgrill (Abteilung Mode-Textil). Zum Abschluss seines Studiums erhielt Leo Wollner 1949 den Preis der Hochschule für angewandte Kunst. Bereits seit 1947 war er freier Mitarbeiter im Künstlerwerkstättenverein Wien unter der Leitung von Professor Josef Hoffmann.
Seit 1950 arbeitete Leo Wollner als selbstständiger Entwerfer gemeinsam mit seiner Frau Gretl, die ebenfalls eine Schülerin von Prof. Wimmer-Wisgrill war.
Sie erhielten zusammen zahlreiche Preise und Auszeichnungen:
- 1951: IX. Triennale Mailand: Silbermedaille
- 1953: Int. Carpet Competition Detroit USA: 1. und 2. Preis
- 1953: Wall Covering American Institute of Decorators: 2 honorable mentions
- 1954: X. Triennale Mailand: Goldmedaille
- 1957: XI. Triennale Mailand: Preis des Textil-Wettbewerbes

1957 wurde Leo Wollner an die Staatliche Akademie der Bildenden Künste Stuttgart berufen, an der er die Leitung der Textilabteilung übernahm. In den Jahrzehnten seines Wirkens kam die Abteilung, zuletzt noch mit der Einführung eines Diplomabschlusses für den Studiengang „Textil-Design“ im Jahre 1977, zu internationalem Ansehen.
Leo Wollner und Gretl Wollner arbeiteten mit zahlreichen Architekten bei der textilen und farblichen Gestaltung von Theatern, Hotels, öffentlichen und privaten Bauten:
1958 Festspielhaus Salzburg – gesamte Textilgestaltung (Bühnenvorhang, Sesselbezüge, Wandbespannung, Teppiche usw.) mit Architekt Clemens Holzmeister.
1959 erhielt Leo Wollner den Preis der Stadt Wien für Bildende Kunst in der Kategorie Angewandte Kunst.
Er wurde am Hietzinger Friedhof bestattet.

## Weitere Preise und Ausstellungen
- 1958/59: Ausstellung „leo wollner textielontwerper“, Stedelijk Museum Amsterdam[5]
- 1959: Ausstellung “grete und leo wollner” im Museum für Angewandte Kunst Wien
- 1959: Ausstellung Landesgewerbemuseum Stuttgart
- 1961: XII. Triennale Mailand: Silbermedaille
- 1966: Preis Faenza, Italien: Porzellandekor
- 1966: United Carpet Trades, London 1. Preis (Gretl Wollner)

Ein weiterer wichtiger Aspekt des Wirkens von Leo und Gretl Wollner war ihre Arbeit als Textildesigner mit bekannten deutschen und auch internationalen Herstellern wie z. B. der PAUSA AG / Mössingen oder KNOLL international. Dabei wurde u. a. von Prof. Leo Wollner eine neue Drucktechnik entwickelt, die neue großrapportige Drucke zuließ. Er erhielt für seinen Vorhangstoff „Sling“ 1971 die Auszeichnung Knoll International USA.
In weiteren Einzelausstellungen in Amsterdam, Linz, München, Stuttgart, Rotterdam und Wien wurden die künstlerischen Werke ausgestellt.
Von 1980 bis 1994 erfolgten zahlreiche Ausstellungen im Wollner-Showroom 1010 Wien, Grünangergasse 1.
Leo Wollner verstarb unerwartet 1995, er wurde am Hietzinger Friedhof bestattet.
Gretl Wollner starb 2006.
Zu den bekannten Schülern Leo Wollners zählt u. a. dessen Nachfolger auf dem Lehrstuhl für Textilgestaltung an der Staatlichen Akademie der Bildenden Künste Stuttgart Karl Höing.